# Wojciech Grabałowski
Wojciech Józef Grabałowski (ur. 19 marca 1945 w Częstochowie, zm. 1 stycznia 2020 w Jantarze) – polski polityk, ekonomista, poseł na Sejm II kadencji.

## Życiorys
Syn Stefana i Barbary. Z wykształcenia leśnik. W latach 1973–1977 naczelnik miasta Gorzów Śląski. Następnie zatrudniony w częstochowskim urzędzie wojewódzkim. W 1990 uzyskał stopień doktora na Wydziale Nauk Społeczno-Ekonomicznych Akademii Nauk Społecznych (działającej przy Komitecie Centralnym PZPR) w Warszawie. Przez kilka lat kierował oddziałem Banku Gospodarki Żywnościowej w Częstochowie. Wykładał zarządzanie w tamtejszej Akademii im. Jana Długosza i Akademii Polonijnej.
Od 1993 do 1997 był posłem na Sejm II kadencji. Został wybrany z listy Sojuszu Lewicy Demokratycznej w okręgu częstochowskim. W latach 1998–2002 zasiadał w częstochowskiej Radzie Miasta. W 2002 kandydował na prezydenta Częstochowy z ramienia lokalnego komitetu, zdobył 8,5% głosów, zajmując 4. miejsce. W 2003 przystąpił do Demokratycznej Partii Lewicy. W 2006 bezskutecznie ubiegał się o mandat radnego miasta z koalicji Lewica i Demokraci. W wyborach parlamentarnych w 2007, startując z listy LiD do Sejmu, otrzymał 712 głosów.
Był autorem wierszy oraz felietonistą. W 2002 Wydawnictwo Dom Książki opublikowało tom jego wierszy pt. Pytania albo liryczne okruszki.
Odznaczony Srebrnym i Złotym Krzyżem Zasługi oraz Krzyżem Oficerskim Orderu Odrodzenia Polski (1998).
Pochowany na cmentarzu w Reptach Śląskich.